# Về miền Trung
"Về miền Trung" là một bài hát nổi tiếng viết về miền Trung Việt Nam của nhạc sĩ Phạm Duy.

## Xuất xứ
Bài hát ra đời vào mùa thu năm 1946, trong thời kỳ tác giả còn tham gia kháng chiến chống Pháp, lúc ấy ông ở Huế một thời gian trên đường trở lại miền Bắc. Tại đây ông nhìn thấy tình cảnh cơ cực của người dân miền Trung. Sau này nhiều ca khúc cảm động khác còn được ông sáng tác như Bao giờ anh lấy được đồn Tây (Quê nghèo - Sáng tác khi đi qua Quảng Bình), Bà mẹ Gio Linh (khi đến Quảng Trị)...Về miền Trung được sáng tác khi ông tách khỏi đoàn văn nghệ, về sống với nhân dân ở bên con sông Ô Lâu, vùng Đại Lược.

## Nội dung - Nghệ thuật
Bài hát vận dụng những thang âm của nhạc cổ truyền và những điệu hò Huế. Nhưng thay vì chỉ có 1 tiết điệu chậm buồn, Phạm Duy đã dùng ba tiết điệu khác nhau; có chỗ hùng hồn, sảng khoái, có chỗ ai oán.
Phần lời bài hát chia ra làm 2 đoạn:
- Đoạn 1 mang một sắc thái đau khổ. Đan xen với những câu tả cảnh, tả tình rất đẹp như:

Về miền Trung ! Miền thùy dương bóng dừa ngàn thông 
Thuyền ngược suôi suốt một dòng sông dài 
Đêm hôm nao gió u buồn trên sông vắng 
Có tiếng hát xao xuyến ánh trăng vàng
Còn có những lời oán than, những câu nói lên cái phẫn hận cùng cực của người ta trước tình cảnh khốn khổ điêu tàn của vùng đất nghèo bị giặc phá hoại:
Người đi trên đống tro tàn 
Thương em, nhớ mẹ hương vàng về đâu 
Chiều khô nước mắt rưng sầu 
Tan thân thiếu phụ, nát đầu hài nhi 
- Đoạn 2 lời ca đầy vẻ hứng khởi, tươi tắn, không một lời than thở. Mở đầu bằng những câu thúc giục khẳng khái, thể hiện những niềm hy vọng mới vào tương lai:

Về miền Trung ! Còn chờ mong núi về đồng xanh 
Một chiều nao đốt lửa rực đô thành 
Tay trong tay dắt nhau về quê hương cũ 
Không than van, không sầu nhớ. 
Sau đó là những viễn cảnh trong sáng:
Về miền Trung ! Người về đây hát bài thành công 
Lửa ấm áp bếp nhà ai hồng, đêm trùng 
Đêm hôm nay tiếng dân nồng vang thôn xóm
Có tiếng hát xao xuyến ánh trăng vàng 
Hò hô hò ! Hò hố hô ! 
Về đây với lúa, với nàng
Thay bao nỗi khổ tiếng đàn (tôi) mừng reo 
Sau rất nhiều hình ảnh, trạng thái, từ khốc liệt đến bình yên, từ phẫn uất đến hy vọng, bài hát kết thúc bằng 1 câu hò êm ái du dương:
Hát rằng: Hà há hơ ! 
Tiếng cười, tiếng ca trên lúa trên sông 

## Lời bài hát
Ca sĩ Thái Thanh khi hát bài này, đến đoạn:
Tan thân thiếu phụ, nát đầu hài nhi 
Thường hát thành:
Thương thân thiếu phụ, khóc đầu hài nhi
Và đoạn:
Một chiều nao đốt lửa rực đô thành
Thành:
Một chiều mai đốt lửa rực đô thành.
Theo nhà báo Thụy Khuê, sửa như vậy là đánh vỡ mất một "viên ngọc quý". Tuy rằng không rõ là phần lời này do Thái Thanh tự ý sửa, hay Phạm Duy sửa, vì nhạc sĩ Phạm Duy cũng thường hay đặt lại hoặc chỉnh sửa ca từ của mình.